# クラブリー郡 (ラノーン県)
座標: 北緯10度25分54秒 東経98度47分18秒 / 北緯10.43167度 東経98.78833度
クラブリー郡（クラブリーぐん）はタイ南部ラノーン県の郡の一つ。

## 歴史
アユタヤ王朝時代に、チュムポーンの第四位の都市としてムアン・トラ（もしくはクラ）が建設された。初代領主はナコーンシータンマラート領主のいとこであるナーイ・ケーオ。ナーイ・ケーオは後に昇進し、プラケーオコーロップ(พระแก้วโกรพ) の欽賜名を受けている。ムアン・トラはアユタヤ王朝の前線都市とされ、旧市街地はタムボン・パークチャンにあった。1884年、プラアッサドンコット・ティットラクサー王(พระอัษฎงคตทิศรักษา)が、交易、戦略的目的からタムボン・ナームチュートに都を移した。
ムアン・トラはビルマとの大きな戦争を二度経験しており、一度目は1764年、エーカタット王の戦い、二度目は1786年のラッタナコーシン王朝のラーマ1世の戦いである。第二次世界大戦中は、日本軍が西部管区に位置付け、クラブリーから、ラウンを経由してラノーンに至る鉄道を建設した。
1896年クラブリーはラノーン県の一郡として編入された。

## 地理
クラブリー郡は北から時計回りにチュムポーン県ターセ郡、ムアンチュムポーン郡、サウィー郡、ラノーン県ムアンラノーン郡、ラウン郡、西はミャンマー連邦タニンダーリ管区に接する。
クラブリー川は重要な水源であり、流域の湿地帯はラムサール条約によって保全されている。

## 行政区分
クラブリー郡は7のタムボンに分かれ、さらにその下位に60の村（ムーバーン）がある。郡内には1つのテーサバーン（自治体）、テーサバーンタムボン・ナームチュートがあり、タムボン・ナームチュートの一部を管理している。さらに7つのタムボン行政体がある。 
| \| No. \| 名 \| タイ語 \| 村数 \| 人口 \| \| \| 1. \| タムボン・ナームチュート \| น้ำจืด \| 9 \| 7,729 \| \| \| 2. \| タムボン・ナームチュートノーイ \| น้ำจืดน้อย \| 6 \| 2,798 \| \| \| 3. \| タムボン・マム \| มะมุ \| 8 \| 4,859 \| \| \| 4. \| タムボン・パークチャン \| ปากจั่น \| 11 \| 6,919 \| \| \| 5. \| タムボン・ラムリアン \| ลำเลียง \| 11 \| 8,186 \| \| \| 6. \| タムボン・チョーポーロー \| จ.ป.ร. \| 10 \| 11,436 \| \| \| 7. \| タムボン・バーンヤイ \| บางใหญ่ \| 5 \| 2,881 \| \| |                                |         |      |        |  |
| No. | 名                             | タイ語  | 村数 | 人口   |  |
| 1. | タムボン・ナームチュート       | น้ำจืด    | 9    | 7,729  |  |
| 2. | タムボン・ナームチュートノーイ | น้ำจืดน้อย | 6    | 2,798  |  |
| 3. | タムボン・マム                 | มะมุ     | 8    | 4,859  |  |
| 4. | タムボン・パークチャン         | ปากจั่น   | 11   | 6,919  |  |
| 5. | タムボン・ラムリアン           | ลำเลียง  | 11   | 8,186  |  |
| 6. | タムボン・チョーポーロー       | จ.ป.ร.  | 10   | 11,436 |  |
| 7. | タムボン・バーンヤイ           | บางใหญ่  | 5    | 2,881  |  |